# Transacqua
Transacqua és un antic municipi italià, dins de la província de Trento. L'any 2007 tenia 2.094 habitants. Limitava amb els municipis de Cesiomaggiore (BL), Fiera di Primiero, Mezzano, Sagron Mis, Siror i Tonadico.
L'1 de gener 2016 es va fusionar amb els municipis de Siror, Tonadico i Fiera di Primiero creant així el nou municipi de Primiero San Martino di Castrozza, del qual actualment és una frazione.

## Administració
| Període | Identitat     | Partit        |
| ------- | ------------- | ------------- |
| 2005-   | Marino Simoni | Llista cívica |